# Samuel Juringius (1771-1861)
Samuel  Juringius, född 18 juni 1771 i Kvillinge församling, Östergötlands län, död 23 juli 1861 i Konungsunds församling, Östergötlands län, var en svensk präst.

## Biografi
Samuel Juringius föddes 1771 i Kvillinge församling. Han var son till kyrkoherden Samuel Juringius och Ingrid Catharina Moselius. Juringius blev höstterminen 1789 student vid Uppsala universitet. Han avlade 1797 filosofie kandidatexamen och 16 juni 1803 magisterexamen. Juringius prästvigdes 7 december 1805 och blev 5 maj 1813 komminister i Kvillinge församling, tillträde direkt. Han avlade pastoralexamen 15 december 1825 och blev 14 mars 1838 kyrkoherde i Konungsunds församling, tillträde 1839. Den 30 april 1854 blev han stiftets senior och 9 juni samma år jubelmagister. Juringius blev 25 oktober 1854 prost. Han avled 1861 i Konungsunds församling.

### Familj
Juringius gifte sig 21 juni 1814 med Hedvig Gustava Wertmüller (1788–1820). Hon var dotter till kaptenen Gustaf Herman Wertmüller och Anna Catharina Hult. De fick tillsammans dottern Catharina Gustava Juringius (1819–1864) som var gift med klockaren Carl Wilén (1813–1867) i Konungsunds församling.